# Kafr Aqid
Kafr Aqid (tiếng Ả Rập: كفر عقيد) là một ngôi làng Syria nằm trong phó huyện Masyaf ở huyện Masyaf, nằm ở phía tây Hama. Theo Cục Thống kê Trung ương Syria (CBS), Kafr Aqid có dân số 1.373 trong cuộc điều tra dân số năm 2004.